# Amnézia (videójáték)
Az Amnézia egy magyar fejlesztésű, 2004-ben a MoonDragon Entertainment által kiadott japán stílusú szerepjáték.

## Cselekmény
A főszereplő Ron, akivel három évvel történetünk kezdete előtt történt egy szokatlan baleset. Pénzszűkében alkalmi munkákat vállal el, azonban egyik nap belebotlik Tiffany-ba, egy énekesnőbe, aki koncertjeivel pénzt gyűjt szülőfalva, Stern újjáépítéséhez. Különös véletlen, hogy a lány szintén három éve szenvedett balesetet.
|  | Alább a cselekmény részletei következnek! |

Tiffany Lianees-ben találkozik rég nem látott ismerősével, Darennel. Ron később észreveszi a Császárság katonáit, amint Tiffany után kutatnak, ezért a lány nyomába ered, hogy figyelmeztesse őt. Azonban addigra a lánynak már hűlt helye, hajóval indult útnak. Ekkor találkozik Alennel, a kalózzal, akit nagy huzavona után rá tud venni, hogy segítsen neki megkeresni Tiffany hajóját. Mikor a hajóhoz érnek, minden ottani utast lemészárolva találnak, azonban Tiffany-t elrabolták. Alen és Ron kutakodni kezdenek a hajóban túlélők után, azonban tőrbe csalják őket, és a Draco-n, egy császársági léghajón ébrednek. Itt Daren kiszabadítja őket, majd Stark - aki korábban maga is császársági pilóta volt - segít nekik a hajó felett átvenni az irányítást, azonban a hajóban addigra beindították az önmegsemmisítő üzemmódot. A frissen verbuválódott csapat ejtőernyőkkel ugrik ki a léghajóból. A földet érés után Daren az Őrült Házába, míg Ron egy rablóbanda karmai közé kerül. A helyi kocsmában végül találkoznak mindahányan, ahol egy nindzsa, Lance tudtukra adja, hogy látta leszállni a léghajójukat. Mikor a fedélzetére lépnek, arra lesznek figyelmesek, hogy a hajó belső elrendezése átalakult.
|  | Itt a vége a cselekmény részletezésének! |

## Szereplők
- Ron K. Blade
- Tiffany Marston
- Alen Krane
- Daren Ballord
- Stark Rayen
- Stella Brown
- Lance
- Tray de Kalver[2]

## Regényváltozat
A Moondragon Entertainment 2019-ben publikálta weboldalán az Amnézia regényt, amit Adamát Péter írt saját interpretációként. A regény változatlan formában szabadon terjeszthető, Creative Commons licensz alatt.
Műfaja lélektani regénynek sorolható be, gyakran hangsúlyos például a szituációk és a gondolatvilág egymásra hatásának bemutatása, vagy a belső monológok használata. A könyv a mágusok szigetén kozmológiai kérdésekre is kitér: a világot az első emberek szabad kísérletezési vágyából származtatja. Tanulási lehetőségnek tekinti, amiben a gátlástalanságot a mágusok a késleltetett isteni igazságszolgáltatásról szóló tanítással próbálják felszámolni.
Érdemi változtatás a játékhoz képest, hogy Alen és csapata Lianees-t védő privatérok, ezért nem számkivetettek más államok felségterületén. A könyv ezzel indokolja, hogy botrány nélkül látogatják meg a településeket és vegyülnek a helyiekkel.